# Klaus-Peter Wenzel

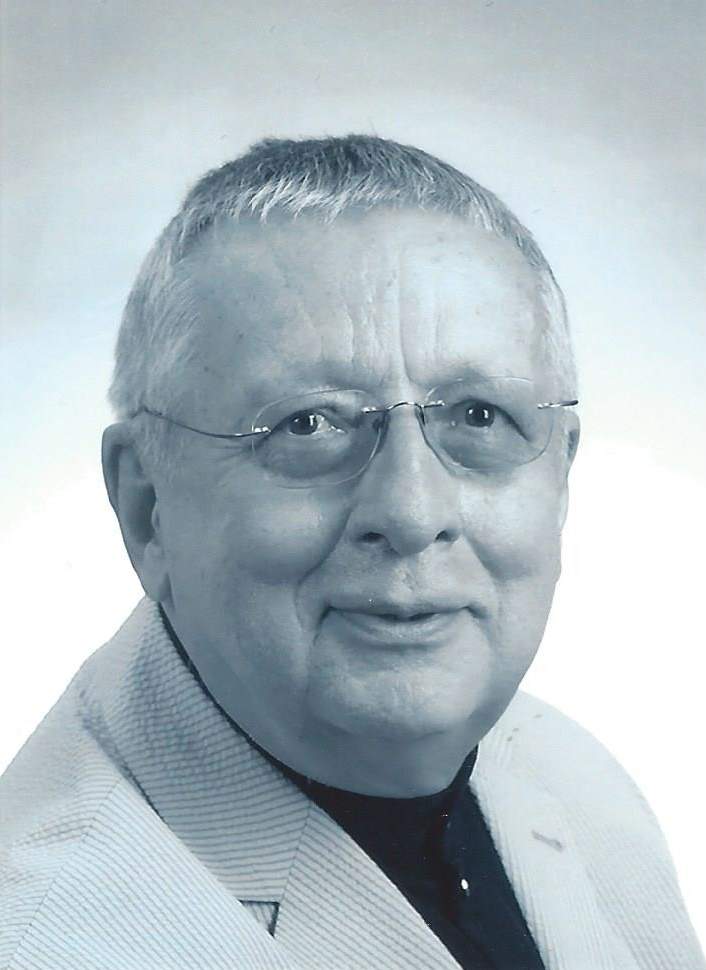
Klaus-Peter Wenzel

Klaus-Peter Wenzel (* 21. Juni 1936 in Brandenburg an der Havel; † 5. Juli 2015 in Binz) war ein deutscher Chirurg, Hygieniker und Medizinhistoriker.

## Leben
Klaus-Peter Wenzel ist der Sohn des Ingenieurs Hans Wenzel und seiner Frau Grete (geb. Balhorn). Von 1942 bis 1954 besuchte er Schulen in Brandenburg, Kühlungsborn und Bad Doberan. Nach dem Abitur studierte er Medizin an der Universität Rostock. Nach dem Staatsexamen absolvierte er die Pflichtassistenz in Rostocker Universitätskliniken (1960), das allgemeinmedizinische Jahr an der Kreispoliklinik in Weißenfels. 1961 wurde er als Arzt approbiert.
Er durchlief die chirurgische Ausbildung im Kreiskrankenhaus Weißenfels. Seit 1966 Facharzt für Chirurgie, war er bis 1983 Stationsarzt und Oberarzt an der Chirurgischen Klinik der Martin-Luther-Universität Halle-Wittenberg unter Karl-Ludwig Schober und Joachim Reichmann. Die Promotion A gelang ihm 1969. Die Promotion B folgte 1982. 1983/84 war er Ärztlicher Direktor der Kreispoliklinik in Naumburg (Saale). Von 1985 bis 1987 war er wissenschaftlicher Mitarbeiter am Stadtkrankenhaus Halle. Berufsbegleitend durchlief er die zweite Facharztweiterbildung für Hygiene an den Bezirkshygieneinstituten im Bezirk Halle und in Ost-Berlin. Ab 1987 leitete er die Kreishygieneinspektion in Berlin-Weißensee, seit 1990 als Facharzt für Hygiene. Der Rat des Stadtbezirks Berlin-Weißensee versetzte ihn 1991 nach der  Deutschen Wiedervereinigung in den Vorruhestand. Von 1993 bis 2001 arbeitete Wenzel als Assistenzarzt an einer chirurgisch orientierten Belegarztklinik in Berlin-Wilmersdorf. Intensiv befasste er sich mit Lutz Bertram und den  Franckeschen Stiftungen.
Er starb unerwartet kurz nach seinem 79. Geburtstag im Urlaub. Die Urnenbeisetzung war am 12. August 2015 auf dem Südfriedhof (Leipzig).

## Werke
- Der Fall Lutz Bertram – Dokumentation einer Verstrickung. Schwarzkopf und Schwarzkopf, Berlin 1996. ISBN 3-89602-059-5.
- 200 Jahre Hochschulchirurgie in Halle an der Saale (1811–2011). Projekte Verlag Cornelius, Halle 2011, ISBN 978-386237-278-2.
- Die Wiedergeburt der Franckeschen Stiftungen zu Halle (Saale) – Ergebnis einer west-ostdeutschen Gemeinschaftsarbeit 1992–2000. Projekte Verlag Cornelius, Halle 2012, ISBN 978-3-95486-158-3.
- Der hallesche Chirurg Karl Ludwig Schober (1912–1999). Projekte Verlag Cornelius, Halle 2012, ISBN 978-3-86237-695-7.
- Die Leipziger Neurochirurgie 1949 bis 2014. Von Georg Merrem bis Jürgen Meixensberger. Projekte Verlag Cornelius, Halle 2013, ISBN 978-3-95486-386-0.
- Der Dresdner Chirurg Hans Bernhard Sprung (1906–1963). dmv Deutscher Medizin Verlag 2015 (in Druck)